# Mercurialis

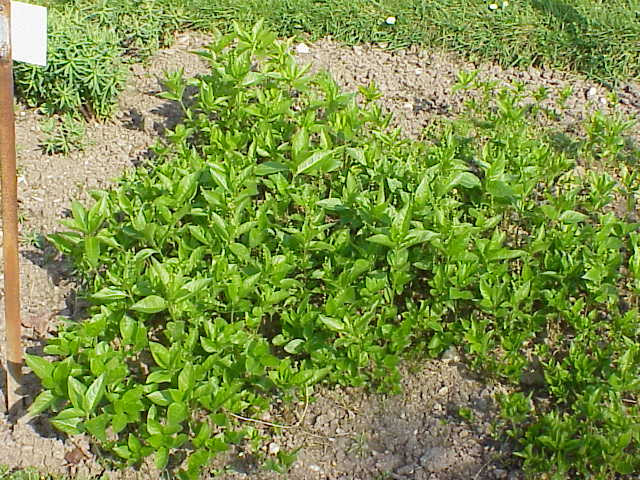
Mercurialis ovata

Mercurialis é um género botânico pertencente à família das euforbiácaes, cujas plantas, europeias e asiáticas, são comummente conhecidas como «mercuriais» ou «azougue».

## Etimologia
O nome genérico, Mercurialis, provém do étimo latino Mercŭrĭālis e significa «de Mercúrio».

## Espécies
Formado por 53 espécies:
| - Mercurialis abyssinica - Mercurialis acanthocarpa - Mercurialis afra - Mercurialis alpina - Mercurialis alternifolia - Mercurialis ambigua - Mercurialis androgyna - Mercurialis angustifolia - Mercurialis annua - Mercurialis australis - Mercurialis bupleuroides - Mercurialis caffra - Mercurialis capensis - Mercurialis ciliata - Mercurialis corsica - Mercurialis cucullata - Mercurialis cynocrambe - Mercurialis dregeana | - Mercurialis elliptica - Mercurialis glabra - Mercurialis huetii - Mercurialis indica - Mercurialis ladanum - Mercurialis leiocarpa - Mercurialis livida - Mercurialis longifolia - Mercurialis longistipes - Mercurialis malinvaudii - Mercurialis monoica - Mercurialis nemoralis - Mercurialis ovata - Mercurialis pauciflora - Mercurialis paxii - Mercurialis perennis - Mercurialis pinnatifidia - Mercurialis procumbens | - Mercurialis pumila - Mercurialis reverchoni - Mercurialis serrata - Mercurialis serratifolia - Mercurialis sericea - Mercurialis subcordata - Mercurialis sylvatica - Mercurialis sylvestris - Mercurialis tarraconensis - Mercurialis tenella - Mercurialis tenerifolia - Mercurialis tomentosa - Mercurialis transmorrisonensis - Mercurialis triandra - Mercurialis tricocca - Mercurialis violaefolia - Mercurialis zeyheri |

## Classificação do género
| Sistema | Classificação                    | Referência               |
| ------- | -------------------------------- | ------------------------ |
| Linné   | Classe Dioecia, ordem Enneandria | Species plantarum (1753) |